# Turčinovići
Turčinovići är en ort i Bosnien och Hercegovina.   Den ligger i entiteten Federationen Bosnien och Hercegovina, i den södra delen av landet, 80 km sydväst om huvudstaden Sarajevo. Turčinovići ligger 299 meter över havet och antalet invånare är 682.
Terrängen runt Turčinovići är huvudsakligen kuperad, men åt sydväst är den platt. Runt Turčinovići är det ganska tätbefolkat, med 93 invånare per kvadratkilometer.. Närmaste större samhälle är Mostar, 18,0 km öster om Turčinovići. 
Omgivningarna runt Turčinovići är en mosaik av jordbruksmark och naturlig växtlighet.